# Twi
|  | Per a altres significats, vegeu «Training Within Industry». |

El twi és una llengua akan del grup kwa i de la família lingüística del Níger-Congo. És parlat per més de 7 milions de persones, principalment a Ghana. El twi s'ensenya fins a nivell universitari. El Buereau Ghana Languages des de 1961 regula la llengua i unifica l'ortografia akan que s'escriu utilitzant l'alfabet llatí. Es publiquen dos diaris en llengua akan: el Nkwantabisa i l'Akwansosem. Els principals dialectes són l'Asante (Ashanti)i el Fante que són mútuament intel·ligibles però que de vegades es consideren com a llengües separades per la seva diferent tradició cultural i literària. El dialecte literari tradicional és l'Akuapem. Quan s'utilitza com a llengua franca es diu Akan.
Com a curiositat, el twi, tal com fan altres idiomes de la regió, usa el terme del dia de la setmana del naixement d'un infant per incloure'ls dins el seu nom propi.

## Fonologia
Com altres llengües sudsaharianes el twi fa servir diversos tons, en concret 3, en la pronunciació de les vocals de les paraules.

## Alguns aspectes gramaticals
En les formes verbals es distingeixen els temps verbals estatiu i habitual. Respecte a la sintaxi, en twi hi pot haver una seqüència consecutiva de verbs en una frase (verbs serials) Quan la frase amb aquesta seqüència de verbs és negativa tots els verbs porten un prefix negatiu "n":
Me-n-tumi- n-sre- n-k,Literalment: jo no puc/ no aixecar-me/ no anar: "No puc aixecar-me i anar".